# جوش كامبل
جوش كامبل (بالإنجليزية: Josh Campbell)‏ هو لاعب كرة قدم بريطاني في مركز الوسط، ولد في 2000 في إدنبرة في المملكة المتحدة. لعب مع نادي هيبرنيان.